# NGC 2560
NGC 2560 ist eine Linsenförmige Galaxie mit aktivem Galaxienkern vom Hubble-Typ S0/a im Sternbild Krebs auf der Ekliptik. Sie ist schätzungsweise 215 Millionen Lichtjahre von der Milchstraße entfernt und hat einen Durchmesser von etwa 95.000 Lichtjahren.

Im selben Himmelsareal befinden sich die Galaxien NGC 2556, NGC 2562, NGC 2563, NGC 2569.
Das Objekt wurde am 17. März 1862 von Heinrich Louis d’Arrest entdeckt.